# 费里耶尔勒拉克
费里耶尔勒拉克（法語：Ferrières-le-Lac，法語發音：[fɛʁjɛʁ lə lak]）是法国杜省的一个市镇，属于蒙贝利亚尔区。

## 地理
费里耶尔勒拉克（47°16'2"N, 6°53'30"E）面积2.47 平方千米，位于法国勃艮第-弗朗什-孔泰大區杜省，该省份为法国东部内陆省份，北起上索恩省，西接汝拉省，东部及东南部与瑞士接壤，东北部与贝尔福地区省接壤。
与费里耶尔勒拉克接壤的市镇（或旧市镇、城区）包括：特雷维莱尔、费瑟维莱尔、当普里沙尔。

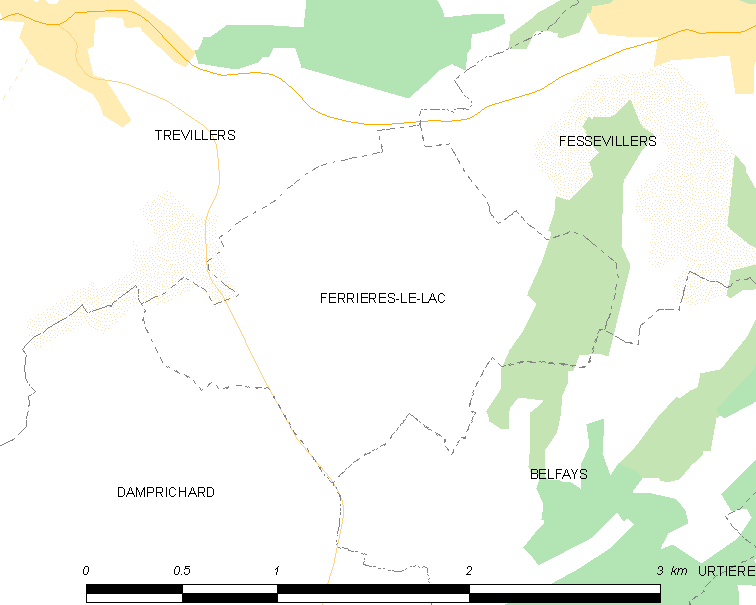
费里耶尔勒拉克的OSM定位图

费里耶尔勒拉克的时区为UTC+01:00、UTC+02:00（夏令时）。

## 行政
费里耶尔勒拉克的邮政编码为25470，INSEE市镇编码为25234。

## 政治
费里耶尔勒拉克所属的省级选区为迈什县。

## 人口

1962-2008年间费里耶尔勒拉克人口变化图示

费里耶尔勒拉克于2022年1月1日时的人口数量为168人。